# Abura-akago

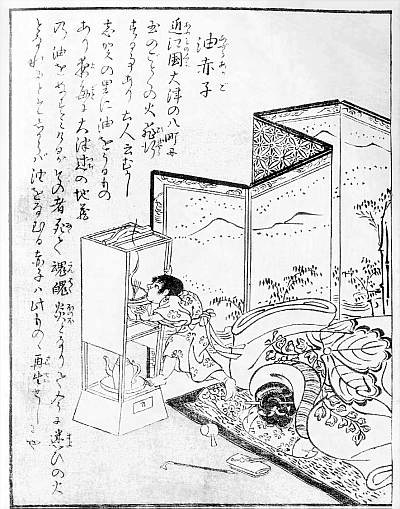
Illustration d'un Abura-akago par Toriyama Sekien.

Abura-akago (油赤子), avec abura (油) : « huile » et akago (赤子) : « bébé », est un esprit des contes et légendes traditionnels du Japon illustré par Toriyama Sekien dans son livre Konjaku Gazu Zoku Hyakki. Il apparaît en général sous les traits d'un enfant fantôme, qui lèche l'huile des lampes à huile.